# Limnophila (Habrolimnophila) celestissima
Limnophila (Habrolimnophila) celestissima is een tweevleugelige uit de familie steltmuggen (Limoniidae). De soort komt voor in het Neotropisch gebied.